# St. Bernard's-Jacques Fontaine
St. Bernard's-Jacques Fontaine är en ort i Kanada.   Den ligger i provinsen Newfoundland och Labrador, i den östra delen av landet, 1 600 km öster om huvudstaden Ottawa. St. Bernard's-Jacques Fontaine ligger 26 meter över havet och antalet invånare är 470.
Terrängen runt St. Bernard's-Jacques Fontaine är platt åt sydväst, men åt nordost är den kuperad. Havet är nära St. Bernard's-Jacques Fontaine åt nordväst. Trakten runt St. Bernard's-Jacques Fontaine är nära nog obefolkad, med mindre än två invånare per kvadratkilometer.. St. Bernard's-Jacques Fontaine är det största samhället i trakten. 